# Niederlückerath
Niederlückerath ist ein Ortsteil der Gemeinde Ruppichteroth. 

## Geographie
Der Ort liegt auf der Nutscheid. Nachbarorte sind Rose im Norden und Oberlückerath im Süden. Der Ort ist über die Landesstraße 317 erreichbar.

## Geschichte
1809 hatte der Ort 56 katholische und 6 lutherische Einwohner. Damals gehörte der Ort zur Commüne Velken.
1910 waren für Niederlückerath die Haushalte Arbeiter Peter Bruder, Tagelöhnerin Wwe. Joh. Büllesfeld, Fabrikarbeiter Peter Kremer, die Familien Krey mit Schuster Franz Josef, Tagelöhner Heinrich, Ackerer Joh. Franz, Tagelöhner Peter Josef und Telegraphenarbeiter Peter, Schneider Anton Ödekoven, Ackerer Joh. Oedekoven, Tagelöhner Anton Sauer, Ackerer Joh. Peter Stommel und Schuster Robert Tönnes verzeichnet.